# Kasteel Macieberg

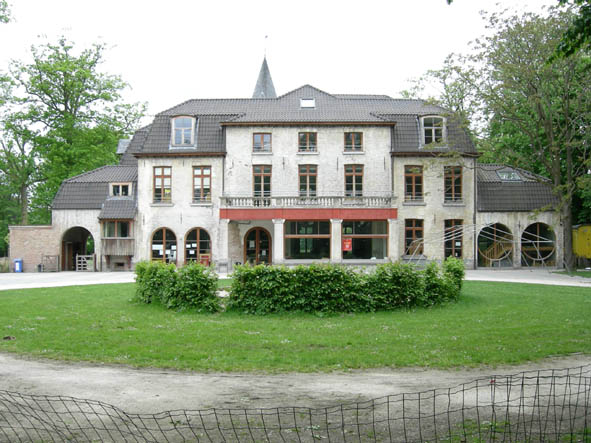
Kasteel Macieberg

Kasteel Macieberg is een kasteel in de West-Vlaamse plaats Oostkamp, gelegen aan Fabiolalaan 2.

## Geschiedenis
In 1661-1662 werd melding gemaakt van een buitengoed op deze plaats, dat eigendom was van François Lampereel. In 1754 werd het gekocht door J.B. Van Zuylen van Neyevelt. In 1789 werden er aan de achterkant twee torens bijgebouwd. Eind 19e eeuw kwam het kasteel aan de familie Arents de Beerteghem. In 1906 liet Aquillin Arents de Beerteghem-de Thibault de Boesinghe twee torens tegen de westgevel aanbouwen. In 1936-1937 werd het kasteel uitgebreid naar ontwerp van Antoine Dugardyn.
In 1950 werd ten noordoosten van het kasteel een verkaveling uitgevoerd. Het kasteel viel ten prooi aan verwaarlozing maar werd in 2000 aangekocht door Freinetschool Klimop. Het kasteel werd opgeknapt en grondig verbouwd naar ontwerp van Ronny d'Hespeel.

## Gebouw
Het gebouw heeft elementen van 1906 en 1936-1937. Door de verbouw tot schoolgebouw is van de oorspronkelijke inrichting niet veel bewaard gebleven.

## Park
Het park is aangelegd in de landschapsstijl van de 19e en begin 20e eeuw. Het bevat diverse bijzondere parkbomen.